# Henri Grange
Henri Grange, (nacido el 14 de septiembre de 1934 en Saillans, Francia) es un exjugador de baloncesto francés. Fue medalla de bronce con Francia en el Eurobasket de Turquía 1959.

## Trayectoria
- ASVEL Lyon-Villeurbanne (1954-1969)